# HPC Heemstede
HPC Heemstede is een zwemvereniging in de Nederlandse plaats Heemstede die werd opgericht in 1916.
De zwemvereniging heeft vooraanstaande Nederlandse zwemmers als Hans Kroes voortgebracht. HPC Heemstede organiseert onder meer wedstrijdzwemmen, openwaterzwemmen, waterpolo en synchroonzwemmen.